# Alejandro Filio
Alejandro Gómez Herrera (Ciudad de México, 13 de marzo de 1960), más conocido como Alejandro Filio, es un cantautor, poeta y músico mexicano, artista prominente del movimiento conocido como Nueva canción.

## Vida personal
Filio es hermano de los actores David Filio (1962-), Mario Filio (1966-), César Filio (1970-), Gabriel Filio (1973-), Mariana Filio (1981-) y es hijo del actor fallecido  Salvador Gómez. en 2006, se casó con Marcia Gallegos.
Alejandro inicia su carrera de compositor a la edad de 16 años. Con ascendencia artística por parte de padre (Tilín, el fotógrafo de la voz), y madre (sobrino nieto del actor Daniel “Chino” Herrera), Alejandro Filio da continuidad a una dinastía de artistas mexicanos tratando de poner en alto el género de la trova.
Los primeros escenarios que dieron marco al surgimiento de este cantautor fueron peñas y algunos bares de la Ciudad de México, en los años 80, logrando fusionar en ese tiempo su proyecto personal de canción con una herencia indudable de sana comedia de humor blanco.
Sus primeras participaciones en televisión fueron en programas como: “Alegrías de mediodía”, conducido por César Bono y Sofía Álvarez, “Para gente grande” con Ricardo Rocha , “Música y algo más” con Sergio Romano, “La Movida” con Verónica Castro, y otros.
Participó en el Festival de la OTI en los años 1987, 1988, 1989, 1990 y 1999, creando siempre polémica entre el jurado y reafirmando su compromiso con la buena canción al defender la imagen del trovador, guitarra en mano.
Algunos de los intérpretes de su obra durante la primera etapa de su carrera fueron: Mijares, Sasha, Pandora, Flans, Tatiana, Fernanda Meade, Mimi, Gibran, Eduardo Palomo, y otros más.
En estos años participó como coordinador en el “taller de composición” de la compositora Amparo Rubín.
A partir de los años noventa, Alejandro Filio define el verdadero objetivo de su profesión de trovador, cantando en circuitos culturales dentro del país al mismo tiempo que inicia, de manera independiente, su obra discográfica.
En todos sus discos logra lo que él denomina, el verdadero objetivo del trovador, que es interpretar el sentimiento popular tocando las fibras más sensibles de un público que lo reconoce hoy como uno de los más importantes cantautores de habla hispana.
El disco titulado “UN SECRETO A VOCES” es una producción diferente y cálida, en la cual catorce artistas de diferentes nacionalidades pero de un canto en común interpretan una selección de canciones de Alejandro Filio a dueto con él.
Silvio Rodríguez, Víctor Manuel, Luis Eduardo Aute, Pedro Guerra, Tania Libertad, Alberto Cortez, Alejandro Lerner, Vicente Feliú, León Gieco, Juan Carlos Baglietto, Gerardo Alfonso, Carlos Varela, Amaury Pérez y Raúl Torres, creyeron en él al participar en este proyecto que hoy en día, es uno de los documentos de canción de autor más reconocidos en Hispanoamérica.
“Un Secreto a Voces” fue grabado y producido en España, México, Argentina y Cuba, con el apoyo incondicional de todos ellos.
Otros artistas que han compartido con Alejandro Filio en producciones discográfias son: Silvina Garré, Pedro Aznar, Joan Issac, Katia Cardenal, Rogelio Botanz, Nito Mestre.

## Discografía

### Álbumes de estudio
- 1988: Hay luz debajo
- 1991: Filio
- 1993: En esta inmensidad
- 1994: Caín
- 1996: 1978-1988
- 1996: La verdad
- 1998: Un secreto a voces (con varios colaboradores)
- 1999: Hermano lobo
- 2000: Cuentos compartidos
- 2001: Mujer que camina
- 2002: Con tus ojos
- 2004: ...a quién?
- 2005: F
- 2008: Pionero de guerra
- 2011: Buscando alma
- Filio X11

### Álbumes en directo
- 2002: En directo (con Rogelio Botanz)
- 2003: Canto a los cuatro vientos
- 2008: En Buenos Aires
- 2016: Un secreto Vol. 1
- 2016: Un secreto Vol. 2

### Colaboraciones
- 1990: Si llegas
- 2007: Los Numerosos Nadies (de Gerardo Pablo)

### Colectivos
- 2004: Canto por el cambio

## Curiosidades
Alejandro escribió una canción titulada “El Reino de los ciegos”. La canción dice textualmente “El reino de los ciegos con su rey Arjona”. Podría parecer un “ataque” frontal al cantautor Ricardo Arjona, sin embargo Alejandro ha manifestado en reiteradas ocasiones que la canción está dedicada al argot de la música comercial, a la música impuesta al pueblo por las grandes empresas de la música, con temáticas no precisamente profundas o con trasfondos sociales. La canción menciona a Arjona y lo pone en el trono de la parafernalia de música que se escucha solo por moda.